# Uniwersytet ORT w Urugwaju
Uniwersytet ORT w Urugwaju (hiszp. Universidad ORT Uruguay) – prywatna uczelnia wyższa z siedzibą w Montevideo.
Uczelnia została założona w 1943 roku przez World ORT, żydowską organizację pozarządową zajmującą się promowaniem edukacji. Początkowo funkcjonowała jako Instytut Technologiczny ORT (Instituto Tecnológico ORT), zorientowany na techniczną edukację zawodową. W 1984 roku uruchomiono program kształcenia uniwersyteckiego. W 1996 instytut zreorganizowano i nadano mu obecną nazwę oraz status uniwersytetu. 
W skład uczelni wchodzą następujące jednostki organizacyjne:
- Wydział Administracji i Nauk Społecznych
- Wydział Architektury
- Wydział Komunikacji i Wzornictwa
- Wydział Inżynierii
- Instytut Edukacji